# ماريانو مينو
ماريانو مينو (بالإسبانية: Alan Mariano Miño) هو لاعب كرة قدم أرجنتيني في مركز الوسط، ولد في 28 مارس 1994 في مدينة مرسيدس، مقاطعة بوينس آيرس في الأرجنتين. لعب مع نادي تورونتو.

## وصلات خارجية
- ماريانو مينو على موقع الدوري الأمريكي (الإنجليزية)
- ماريانو مينو على موقع قاعدة بيانات كرة القدم.إي يو (الإنجليزية)
- ماريانو مينو على موقع Soccerway.com (الإنجليزية)